# Néstor Moiraghi
Néstor Emanuel Moiraghi (Cipolletti, 19 aprile 1985) è un calciatore argentino, difensore dell'Olimpo.

## Caratteristiche tecniche
È un difensore centrale.

## Carriera
È cresciuto nelle giovanili del Lanús.

## Palmarès
- Campionato argentino: 1

Lanús: 2007 (A)
- Campionato uruguaiano: 1

Defensor Sporting: 2012 (C)
- Copa de la Superliga: 1

Tigre: 2019